# 1931 год в истории метрополитена
В этой статье перечисляются основные  события из истории метрополитенов в 1931 году. Полужирным шрифтом выделены открытия новых транспортных систем.

## События
- 22 июня — открыты станции Линии B метрополитена Буэнос-Айреса: «Карлос Пеллегрини», «Уругуай», «Пуэйрредон».
- 19 июля — открыт новый вестибюль станции «Садбери-таун» Лондонского метрополитена.
- 1 декабря — открыта станция «Леандро Н. Алем» линии B метрополитена Буэнос-Айреса.
- 15 декабря — открыта станция «Флорида» линии B метрополитена Буэнос-Айреса.